# Tmarus dejectus
Tmarus dejectus är en spindelart som först beskrevs av O. Pickard-Cambridge 1885.  Tmarus dejectus ingår i släktet Tmarus och familjen krabbspindlar. Inga underarter finns listade i Catalogue of Life.